# Donauauen
Donauauen este o arie protejată (arie de protecție specială avifaunistică — SPA) din Germania întinsă pe o suprafață de 8.084,84 ha, integral pe uscat.

## Localizare
Centrul sitului Donauauen este situat la coordonatele 48°30′54″N 10°23′16″E / 48.515°N 10.3878°E.

## Înființare
Situl Donauauen a fost declarat arie de protecție specială avifaunistică în septembrie 2006 pentru a proteja 48 de specii de animale.

## Biodiversitate
Situată în ecoregiunea continentală, aria protejată nu include niciun habitat protejat.
La baza desemnării sitului se află mai multe specii protejate de  păsări (48): lăcar mare (Acrocephalus arundinaceus), lăcar-de-lac (Acrocephalus scirpaceus), fluierar de munte (Actitis hypoleucos), pescăruș albastru (Alcedo atthis), rață mică (Anas crecca crecca), rață fluierătoare (Anas penelope), Anas platyrhynchos platyrhynchos, rață cârâitoare (Anas querquedula), gâscă cenușie (Anser anser), fâsă de pădure (Anthus trivialis), rață-cu-cap-castaniu (Aythya ferina), rața moțată (Aythya fuligula), buhai de baltă (Botaurus stellaris stellaris), Bucephala clangula, Charadrius dubius curonicus, erete de stuf (Circus aeruginosus), erete vânăt (Circus cyaneus), porumbel de scorbură (Columba oenas), prepeliță (Coturnix coturnix), ciocănitoarea de stejar (Dendrocopos medius), ciocănitoare neagră (Dryocopus martius), Falco peregrinus peregrinus, muscar-gulerat (Ficedula albicollis), Fulica atra atra, becațină comună (Gallinago gallinago), codalb (Haliaeetus albicilla), sfrâncioc roșiatic (Lanius collurio), pescăruș-cu-cap-negru (Larus melanocephalus), grelușelul-de-tufiș (Locustella fluviatilis), gușă albastră (Luscinia svecica), Mergus merganser merganser, gaia neagră (Milvus migrans), gaia roșie (Milvus milvus), Nycticorax nycticorax nycticorax, grangur (Oriolus oriolus), viespar (Pernis apivorus), cormoran mare (Phalacrocorax carbo carbo), ciocănitoare verzuie (Picus canus), Podiceps cristatus cristatus, cresteț pestriț (Porzana porzana), Rallus aquaticus aquaticus, pițigoi-pungar (Remiz pendulinus), lăstun de mal (Riparia riparia), mărăcinar (Saxicola rubetra), chiră de baltă (Sterna hirundo), turturică (Streptopelia turtur), silvie de câmp (Sylvia communis), Tachybaptus ruficollis ruficollis.